# Boljanići (Bośnia i Hercegowina)
Boljanići (cyr. Бољанићи) – wieś w Bośni i Hercegowinie, w Republice Serbskiej, w gminie Kotor Varoš. W 2013 roku liczyła 106 mieszkańców.